# Автор пісні
А́втор пі́сні чи пісня́р — людина, яка пише слова та музику до пісні. Якщо людина пише тільки слова, то вона називається поетом-піснярем або текстярем, якщо ж тільки музику — композитором-піснярем. Написання пісні можуть розподіляти між декількома людьми. Автори пісень можуть працювати у музичних видавництвах або писати пісні самі. Професійні автори пісень можуть бути присутніми на записі пісні в студії поруч з виконавцем.